# Левон Мурашко
Левон Мурашко (біл. Лявон Мурашка; лит. Leonidas Muraška; 27 серпня 1924, Синявка — 9 березня 2009) — оперний співак (бас).

## Біографія
У 1950 році закінчив Литовську державну консерваторію за спеціальністю оперний співак і викладач. У 1944 — 1946 роках — соліст Державного ансамблю пісні і танцю БРСР, а з 1946 року — соліст Литовської філармонії. У 1950 — 1988 роках — соліст Державного академічного театру опери та балету Литовської РСР.
Очолював Асоціацію білоруських громадських спілок Литви; був членом Великої ради АБС «Бацькаўшчына».
Похований на кладовищі святої Єфросинії у Вільнюсі.